# Carmen adversus Marcionem
A Carmen adversus Marcionem (latinul: ’A markioniták elleni költemény’) feltehetőleg a 3. században keletkezett, Tertullianus munkái közt hagyományozódott 1302 hexameterből és 5 könyvből álló költemény. Kizárt, hogy valóban Tertullianus munkája lenne, szerzője ismeretlen.
Az első könyv az eretnekséget támadja általánosságban, főként a markionizmust, a második az Ószövetség és Újszövetség közötti harmóniát mutatja be, a harmadik az egyház tanításának az Ószövetséggel, Krisztussal és az apostolokkal való egységét, a negyedik egyesével cáfolja meg a markionista tételeket, míg az ötödik az ellentéteket bírálja.